# Jaderná energetika v Německu

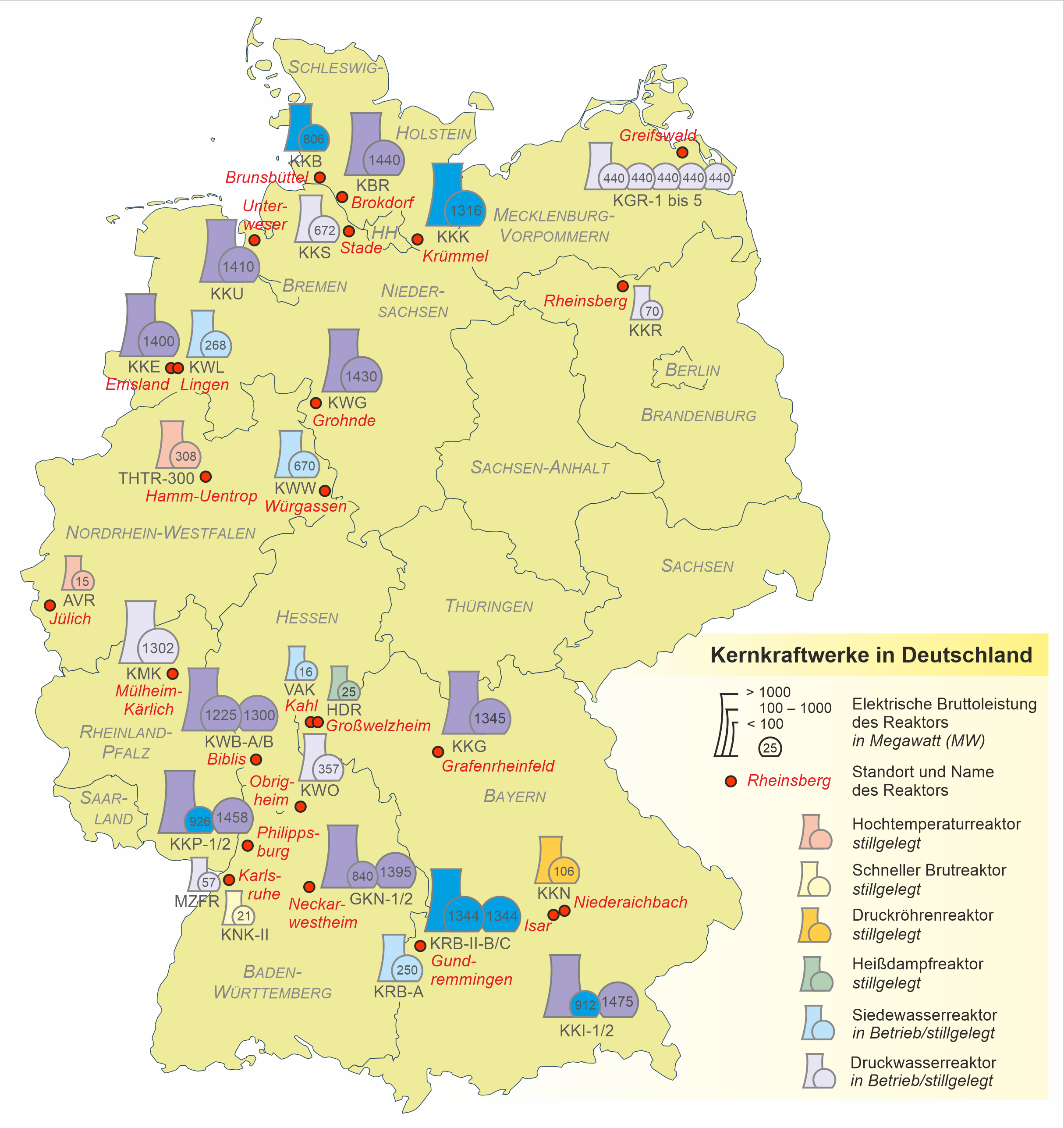
Mapa s umístěním jaderných elektráren na území Německa

Jaderná energetika v Německu se v roce 2011 zasloužila o 17,8 % národních dodávek elektřiny ve srovnání s 22,4 % v roce 2010. Německá jaderná energetika začala výzkumnými reaktory v 50. a 60. letech 20. století. První komerční jaderná elektrárna byla spuštěna roku 1969. V důsledku rozhodnutí o útlumu jaderné energetiky byly 15.4 2023 před půlnocí odstaveny poslední 3 fungující elektrárny v zemi a Německo tak po více než 60 letech definitivně opustilo jadernou energetiku.
Jaderná energetika byla v posledních desetiletích aktuálním politickým problémem a debaty o tom, kdy by mělo dojít k útlumu jaderné energetiky pokračují. Protijaderné hnutí v Německu má dlouhou historii, která sahá až do počátku 70. let, kdy velké demonstrace v obci Wyhl zabránily výstavbě jaderné elektrárny.  Novou pozornost toto téma získalo na počátku roku 2007 kvůli politickému dopadu energetického sporu mezi Ruskem a Běloruskem a dále roku 2011 po havárii elektrárny Fukušima I v Japonsku. Během dnů po této havárii došlo v Německu k velkým protestům, které pak dále pokračovaly. 29. května 2011 vláda kancléřky Merkelové prohlásila, že do roku 2022 Německo uzavře všechny své jaderné elektrárny.
Od fukušimské havárie bylo již odstaveno osm ze sedmnácti jaderných reaktorů. Kancléřka Angela Merkelová řekla, že útlum jaderné energetiky, který byl dříve plánován až na rok 2036, poskytne Německu konkurenční výhodu v éře obnovitelné energie. Merkelová také poukázala na bezmocnost Japonska tváří v tvář havárii, navzdory tomu, že jde o vyspělou zemi s pokročilou technologií.

## Historie
Stejně jako v mnoha vyspělých zemích, i v Německu, byla jaderná energie poprvé vyvinuta koncem 50. let. Před rokem 1960 došlo ke spuštění pouze několika experimentálních reaktorů a roku 1960 došlo k otevření experimentální jaderné elektrárny v Kahl am Main. Všechny jaderné elektrárny, které byly v Německu spuštěny v 60. letech, měly výkon nižší než 1 000 MW a dnes jsou již všechny zavřené. První téměř zcela komerční jaderná elektrárna Obrigheim byla spuštěna roku 1969 a byla v provozu až do roku 2005, kdy byla uzavřena rozhodnutím vlády. První jaderná elektrárna s výkonem větším než 1 000 MW byla Jaderná elektrárna Biblis, jejíž bloky byly spuštěny v letech 1974 a 1976.
Na počátku 60. let byla navržena výstavba jaderné elektrárny v Západním Berlíně, ale roku 1962 bylo od projektu upuštěno. Na počátku 70. let došlo k velkým demonstracím, které zabránily výstavbě jaderné elektrárny v obci Wyhl. Obyvatelé Wyhlu se tak stali příkladem lokální komunity, která se postavila jadernému průmyslu za pomocí strategie přímé akce a občanské neposlušnosti. Policie byla obviněna z nepřiměřeného užití násilí vůči demonstrantům. Tento protijaderný úspěch inspiroval jadernou opozici v celém Německu i jinde ve světě.
První (z větší části experimentální) jadernou elektrárnou v Německé demokratické republice byla Jaderná elektrárna Rheinsberg. Měla nízký výkon a v provozu byla mezi lety 1966 až 1990. Druhou elektrárnou uvedenou do provozu byla Jaderná elektrárna Greifswald, která měla mít osm ruských reaktorů VVER-440 o výkonu 440 MW. První čtyři reaktory byly spuštěny mezi lety 1973 a 1979. Blok Greifswald 5 byl v provozu méně než měsíc, než byl uzavřen. Zbývající tři byly zrušeny během různých fází jejich výstavby. Roku 1990, během znovusjednocení Německa, byly všechny východoněmecké elektrárny uzavřeny kvůli nedostatkům v bezpečnostních normách. Jaderná elektrárna Stendal v NDR měla být největší jadernou elektrárnou v Německu. Po znovusjednocení Německa byla její výstavba pozastavena a elektrárna nikdy nebyla dokončena. V 90. letech byly zbořeny tři chladicí věže, které již byly vystavěny, a dnes je oblast průmyslovou zónou.

## Útlum jaderné energetiky
Během kancléřství Gerharda Schrödera sociálně-demokraticko-zelená vláda zavázala Německo ke konečnému ustoupení od jaderné energie do roku 2022. Ale tento plán byl koncem roku 2010 odložen, když během kancléřství středo-pravicové kancléřky Angely Merkelové koaliční konzervativně-liberální vláda ohlásila dvanáctileté oddálení. Toto oddálení (které ale nebylo konečné) vyvolalo protesty, včetně lidského řetězu o 50 000 lidech, který se táhl ze Stuttgartu až k blízké Jaderné elektrárně Neckarwestheim. Protijaderné demonstrace z 12. března přilákaly na 100 000 lidí po celém Německu.
V reakci na nové obavy vyvolané fukušimskou havárií ze dne 11. března 2011 a ve světle nadcházejících voleb vyhlásila 14. března 2011 kancléřka Merkelová tříměsíční moratorium na rozhodnutí o prodloužení životnosti reaktorů z roku 2010. Dne 15. března německá vláda oznámila, že bude dočasně odstaveno sedm ze sedmnácti reaktorů, tj. všechny reaktory, které byly spuštěny před rokem 1981.
 Bývalí zastánci jaderné energie jako Angela Merkelová, Guido Westerwelle a Stefan Mappus změnili své stanovisko. 26. března 2011 protestovalo v největší protijaderné demonstraci, jaká se kdy v Německu konala, na 250 000 lidí pod sloganem „Fukušima varuje – odstavte všechny jaderné elektrárny“.
Dne 30. května 2011 německá vláda oznámila svůj plán, že do roku 2022 odstaví všechny jaderné reaktory. Ministr životního prostředí Norbert Röttgen prohlásil o tomto rozhodnutí: „Je to konečné. Roku 2022 budou uzavřeny poslední tři jaderné elektrárny. K přehodnocení rozhodnutí nedojde.“ Než došlo k tomuto rozhodnutí, pocházelo 17 % energie z obnovitelných zdrojů a tento sektor zaměstnával kolem 370 000 lidí. Rozhodnutí utlumit jadernou energie je považováno od znovusjednocení Německa za nejrychlejší změnu směru politiky. Jen rok předtím Angela Merkelová zrušila deset let staré rozhodnutí uzavřít jaderné elektrárny do roku 2022.
Americký fyzik Amory Lovins prohlásil: „Kancléřka Merkelová byla Fukušimou tak šokována, že se rozhodla přesunout pozornost Německa od jádra k efektivitě a obnovitelným zdrojům. Její rozhodnutí navíc podporují tři čtvrtiny Němců a žádná politická strana se proti tomuto rozhodnutí nestaví.“
Merkelová uvedla, že se Německo „do roku 2022 nechce pouze zřeknout jaderné energie, ale také snížit emise CO2 o 40 % a zdvojnásobit podíl energie z obnovitelných zdrojů ze 17 % na 35 %“. Kancléřka poukázala na bezmocnost Japonska zvládnout fukušimskou havárii. Merkelová prohlásila, že energetická politika Německa bude bezpečná, spolehlivá, nezávislá na importech a že energie bude cenově dostupná jak pro průmysl, tak pro spotřebitele.
Před fukušimskou havárií získávalo Německo kolem čtvrtiny elektřiny z jaderných elektráren. Po havárii došlo 6. srpna 2011 k trvalému odstavení těchto osmi reaktorů: Biblis A a B, Brunsbüttel, Isar 1, Krümmel, Neckarwestheim 1, Philippsburg 1, Unterweser.
Někteří němečtí výrobci a energetické společnosti kritizovali plány útlumu jaderné energetiky a varovali, že by Německo mohlo čelit výpadkům. K tomu ale nedošlo. V roce 2011 bylo Německo čistým vývozcem 5 TWh energie (v roce 2010 to bylo 17,7 TWh). Švédská energetická společnost Vattenfall předstoupila před Mezinárodní centrum pro řešení investičních sporů Světové banky s požadavkem kompenzací od německé vlády kvůli předčasnému odstavení jaderných elektráren.
5. prosince 2016 Spolkový ústavní soud rozhodl, že provozovatelé jaderných elektráren, kteří byli zasaženi urychleným útlumem jaderné energetiky po fukušimské havárii, mají nárok na přiměřenou kompenzaci. Soud shledal, že i když k rozhodnutí došlo v souladu s ústavou, mají provozovatelé nárok na náhradu škod za investice, které v dobré víře učinili roku 2010.